# Lîpove, Hlobîne
Lîpove (în ucraineană Липове) este un sat în comuna Sveatîlivka din raionul Hlobîne, regiunea Poltava, Ucraina.

## Demografie
Componența lingvistică a localității Lîpove
     Ucraineană (94,29%)
     Rusă (4,33%)
     Alte limbi (0,69%)
Conform recensământului din 2001, majoritatea populației localității Lîpove era vorbitoare de ucraineană (94,29%), existând în minoritate și vorbitori de rusă (4,33%).